# Tracheliodes quinquenotatus
Tracheliodes quinquenotatus  (лат.) — род песочных ос рода Tracheliodes из подсемейства Crabroninae (триба Crabronini). Северная Африка (Алжир, Тунис) и Европа (Испания, Франция, Италия).
Охотятся на муравьёв из подсемейства долиходерины (Tapinoma erraticum).

## Описание
Мелкие осы (самки 6 — 8 мм, самцы 5 — 7 мм), чёрные с желтоватыми отметинами. Боковые края переднеспинки угловатые. Темя и щит блестящие. Нижнечелюстные щупики 6-члениковые. Нижнегубные щупики 3-члениковые. Бока среднегруди с эпикнемиальным килем.
Усики самок 12-члениковые (у самцов состоят из 13 сегментов). Внутренние края глаз субпараллельные (без выемки). Брюшко сидячее (первый стернит брюшка полностью находится под тергитом). Переднее крыло с одной дискоидальной и тремя радиомедиальными ячейками. Гнёзда в почве на глубине около 4 см, но вход к нему длится 20-30 см. Самка запасает там 20-50 пойманных муравьёв. Охота проводится над идущей колонной муравьёв-фуражиров. Оса выбирает и хватает одного муравья челюстями и быстро улетаем и только потом жалит его, парализуя для переноски в гнездо. Из отложенного яйца спустя 48 часов появляется личинка. Развитие личинок длится около 3 недель, после чего она окукливается в сплетённом ею шёлковом коконе
.